# Sándor Pintér
Ne doit pas être confondu avec Sándor Pintér (footballeur).
Dans le nom hongrois Pintér Sándor, le nom de famille précède le prénom, mais cet article utilise l’ordre habituel en français Sándor Pintér, où le prénom précède le nom.
Sándor Pintér ([ˈʃaːndoɾ], [ˈpinteːɾ]), né le 3 juillet 1948 à Budapest, est un homme politique hongrois.

## Biographie
Il est ministre de l’Intérieur à deux reprises : de 1998 à 2002, dans le premier gouvernement de Viktor Orbán, et depuis 2010, à nouveau sous Orbán. Il est également vice-Premier ministre de 2018 à 2022.